# Gorgerin de Mold
Le gorgerin de Mold est un ornement rituel en or massif de l'âge du bronze, daté entre 1900 et 1600 av. J.-C. On l'a découvert en 1833 à Mold, dans le Flintshire, au pays de Galles.
On pense que cet ornement faisait partie d'un vêtement de cérémonie, peut-être lié à des croyances religieuses. Il est aujourd'hui conservé au British Museum à Londres.

## Découverte
Le gorgerin de Mold a été mis au jour en 1833 par des ouvriers, soit lors du comblement d'une gravière, soit au cours de l'exploitation d'une carrière (les témoignages divergent sur ce point).
Le gorgerin se trouvait à l'intérieur d'un tumulus de l'Âge du Bronze, dans le champ de Bryn yr Ellyllon (ce qui signifie la « colline aux fées »). Il habillait un cadavre placé dans un ciste en pierre d'un art grossier. Les vestiges du squelette n'étaient plus qu'à l'état de fragments, et le gorgerin était écrasé. On estime qu'il était décoré à l'origine d'environ 200 à 300 billes d'ambre, placées en rangs, mais une seule d'entre elles a pu être récupérée, et préservée au British Museum. Outre cette cape en or, on a retrouvé des lambeaux d'une étoffe grossière et 16 fragments de feuilles en bronze, qui venaient vraisemblablement renforcer la feuille d'or en sous-face : on a en effet retrouvé des rivets en bronze en divers points de la feuille d'or. On a également retrouvé dans cette tombe deux agrafes en or, ainsi qu'une urne funéraire de 60 à 90 cm contenant une grande quantité d'ossements carbonisés et de cendres.

## Description
Le gorgerin a une largeur de 458 mm. Il a été conçu pour habiller une personne très mince et bien que les restes humains ne permettent pas de se prononcer sur le sexe du mort, les artefacts associés désignent, par rapprochement avec d'autres tombes de la même période, plutôt une femme.
Ce gorgerin est considéré comme l’un des plus spectaculaires spécimens d’orfèvrerie préhistorique. Sa forme et sa conception n'ont à ce jour aucun équivalent : c'est un ornement ovale destiné à couvrir les épaules, le haut des bras et la poitrine, et présentant une plus grande couverture dans le dos.
L'art avec lequel il a été exécuté est d'une qualité exceptionnelle : il a été fabriqué par martelage d'un seul lingot d'or, ce qui représente un temps passé et une dextérité considérables, et il est abondamment décoré de motifs d'anneaux concentriques en repoussé.  Cette ornementation recouvre presque totalement la surface extérieure de cet objet, de sorte qu'il n'y a que très peu de surface plane. Il a été suggéré que ces entrelacs épousaient la forme de billes ou des plis d'un vêtement

## Interprétation
La rareté du métal aussi bien que la qualité du travail d'orfèvrerie suggèrent une civilisation matérielle déjà développée. Les chercheurs envisagent un rapport avec la mine de Great Orme, dans le nord du pays de Galles, qui était la plus grande mine de cuivre du nord-ouest de l’Europe à cette période.
La taille de ce bijou est telle qu'elle devait gêner et même interdire tout mouvement des bras, qu'il fallait garder le long du corps, seuls les avant-bras pouvant être utilisés. Ce bijou, impropre aux gestes de la vie quotidienne, devait être réservé aux cérémonies ; c'était un objet hiératique destiné à marquer l'autorité spirituelle ou temporelle de celui qui le revêtait : l'équivalent pour l'Âge du Bronze d'une chasuble.

## L'ornementation

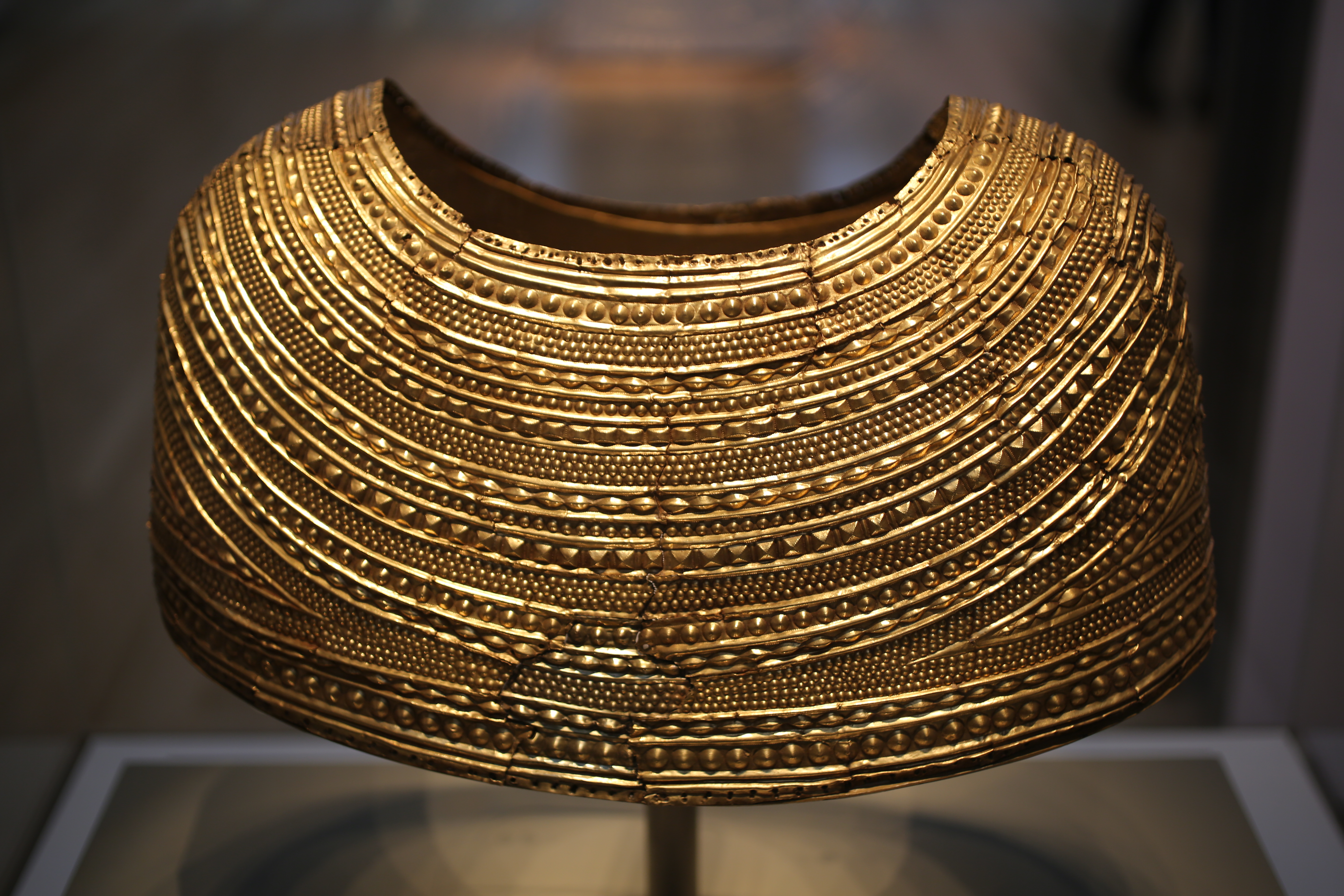
Vue de face

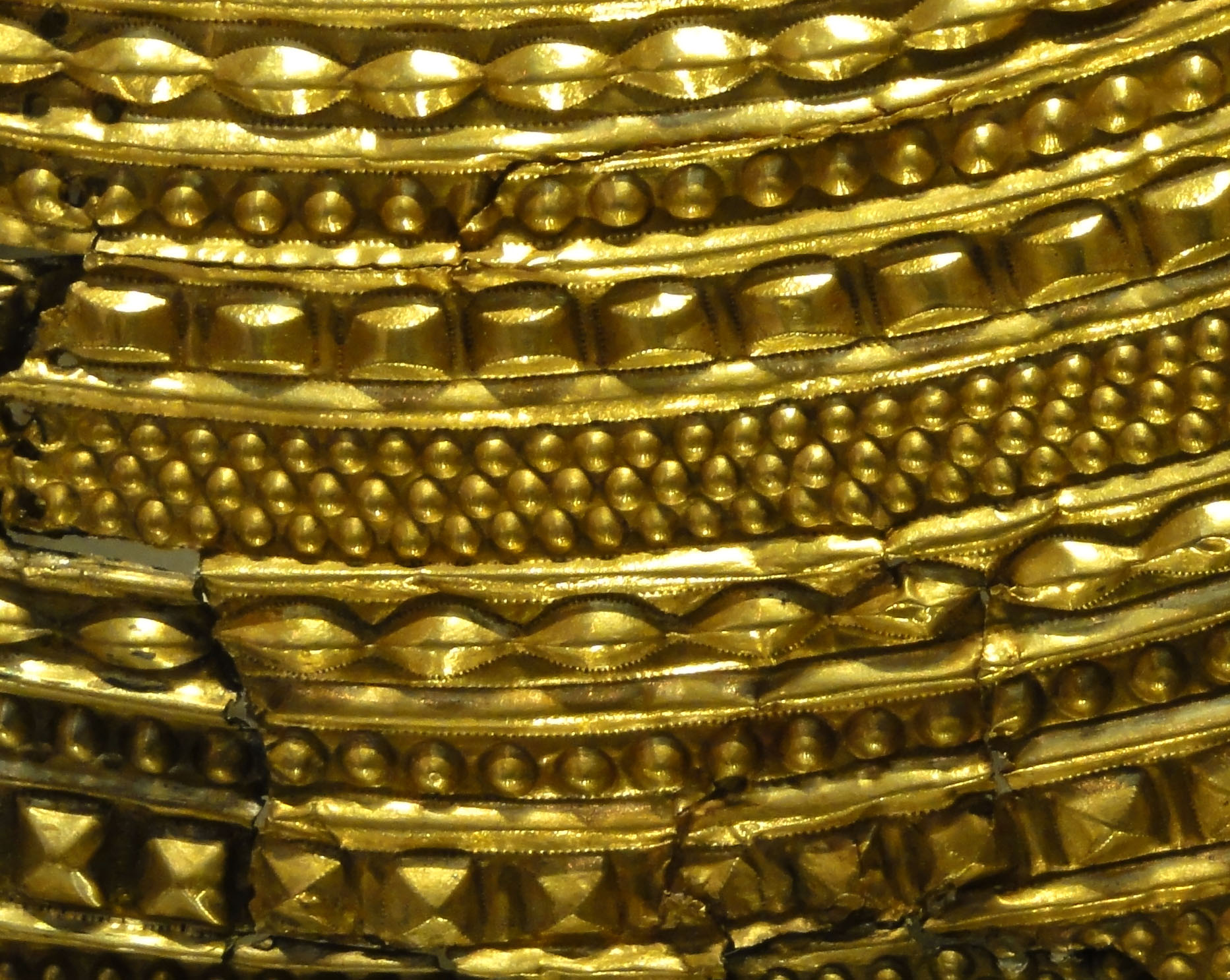
Détail montrant les motifs et les traces du ciseau de l'orfèvre

Autour du cou et à la base on voit un alignement de perforations. L'ornementation présente une alternance ternaire : depuis une bande courant à la périphérie à la base, une coque gauchie qui s'échancre au niveau du cou et remonte le long des épaules, et deux plaques qui viennent recouvrir la base des bras. Au-dessus des perforations à la base, il y a deux crêtes et une engravure profonde. Elle est surmontée d'une ligne de bossages coniques qui se ferme en un circuit autour du torse, mais bifurque à l'avant pour s'élever au-dessus des panneaux triangulaires à la naissance des manches. Les bossages à l'avant sont plus gros.
Sur la face pectorale, la séquence d'ornements au-dessus des bossages est, du bas vers le haut : une crête, trois rangées de petites bosses arrondies, une rangée de bossages pyramidaux à base carrée, une crête, une rangée de petites bosses arrondies, une crête, une rangée de bossages lenticulaires, une crête, trois rangées de petites bosses arrondies, une crête, une rangée de bossages pyramidaux à base carrée et finalement, trois crêtes.
Le dos présente les mêmes alternances, avec en outre, du bas vers le haut, une crête, une rangée de bossages lenticulaires, une crête, trois rangées de petites bosses arrondies, une crête et une rangée de bossages lenticulaires.
Les deux zones de transition triangulaires aux manches sont bordées à l'avant d'une crête continue, d'une rangée de bossages lenticulaires et d'une crête. Vers l'avant et l'arrière, elles sont terminées par trois rangs de petites bosses arrondies. En progressant vers l'intérieur, on trouve dans l'ordre une crête, une rangée de bossages arrondis, et deux crêtes séparées par un creux. La zone centrale est remplie de bossages arrondis. À la base de chaque crête et des bossages grossiers, on discerne des fines indentations au poinçon  (pointillé). Par endroits, les perforations de la base tantôt dédoublées, tantôt décalées (ce qui peut être l'indice de réparations anciennes).
Les perforations le long des bords supérieur et inférieur pourraient indiquer que le tout était autrefois maintenu par une lanière, peut-être un lacet en cuir, qui aurait disparu. Les bandes de bronze devaient servir de renforts.

## Analyse
La région du Wessex dans l’Angleterre de l’Âge du Bronze est réputée pour la richesse de ses tombes, puisqu'on a retrouvé des bijoux en or dans 15% d'entre elles. Quinze sites aurifères ont été répertoriés dans le Wessex, pour seulement cinq dans les quatre autres comtés du sud de l’Angleterre (les Cornouailles, le Devon, l’Essex, et le Norfolk) et une absence presque totale pour le reste du pays. On pense que ce travail d'orfèvrerie du Wessex est l’œuvre d'un maître orfèvre unique. Le gorgerin de Mold est la seule pièce d'orfèvrerie de l’Âge du Bronze pouvant rivaliser par sa richesse avec celles de la culture de Wessex ; cependant, les motifs ornementaux déployés sur ce bijou diffèrent de ceux qui se rattachent à la culture matérielle de Wessex.
Le gorgerin de Mold témoigne d’influences à la fois indigènes et continentales. On trouve une approche similaire de l’ornementation sur d'autres vestiges métalliques de l’Âge du Bronze, comme le vase mis au jour à Rongères dans le nord de l'Auvergne (qui est lui-même influencé par l'art d'Europe Centrale), les bossages lenticulaires de la plaque séparatrice en bronze retrouvée dans la vallée de Migdale (Sutherland, Écosse) (une pièce destinée à séparer l'un de l'autre les deux brins d'un collier) ou les bracelets en bronze de Melfort à Argyll, en Écosse. Ce motif à bossages caractéristique, souligné de lignes finement pointillées au poinçon pour souligner la forme lenticulaire, est à la source d'une longue tradition en Écosse et s'était manifestement maintenu dans le répertoire artisanal indigène avant de ré-apparaître sur le gorgerin.
Avec son travail d'or repoussé d'une exquise finesse, le gorgerin de Mold représente l'ultime grand bijou en or martelé du second millénaire avant J.-C. connu à ce jour. Par la suite, la préférence pour l'or martelé dans les îles Britanniques connaît une longue éclipse au profit de bijoux en or massif : bracelets d'or massif, torques faits de baguettes tordues, et anneaux massifs.

## Fouilles archéologiques et muséologie

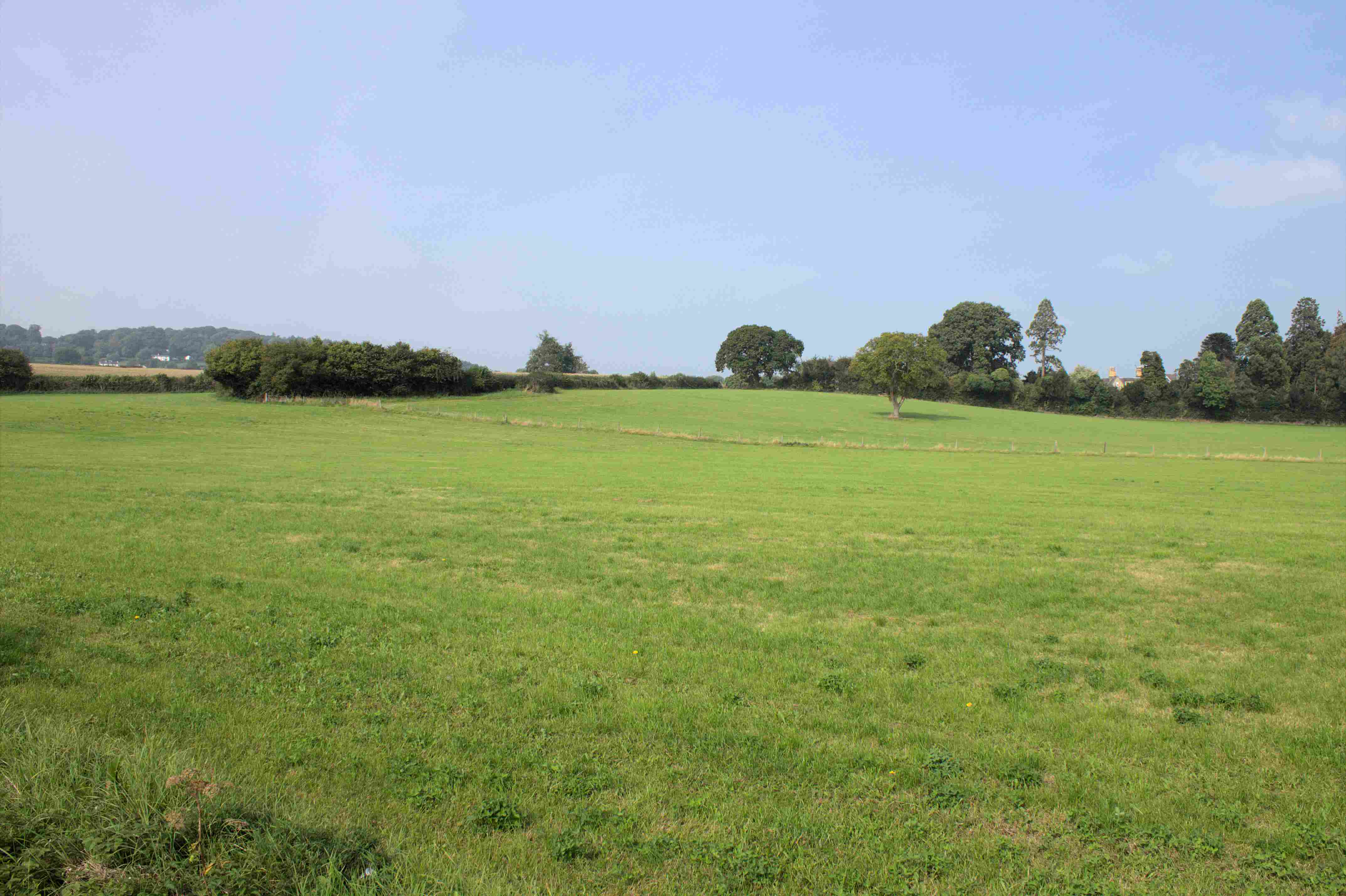
Le site de la sépulture

Comme la doublure avait pourri, ce bijou fragile s'est déchiré lorsqu'on l'a exhumé, et les morceaux ont été conservés par différentes personnes. Bien que le British Museum en ait racheté la plus grosse partie dès 1836, de nouveaux fragments sont réapparus sur le marché depuis, et ont peu à peu été replacés sur le gorgerin.
Puis une étude systématique et la reconstitution ont révélé l'aspect de l'ensemble, qu'on avait d'abord pris pour un poitrail d'équitation. Il est d'ailleurs devenu évident qu'une autre partie métallique plus petite, épousant le relief de l'orfèvrerie, se trouvait autrefois dans la tombe. Le gorgerin est à présent doublé de feutrine.
Cette cape a été classée au 6e rang dans la liste des vestiges archéologiques dressée par les experts du British Museum pour la série documentaire de la BBC de 2003 Our Top Ten Treasures, présentée par Adam Hart-Davis. Elle a aussi fait l'objet de l'épisode no 19 de la série de BBC Radio 4 intitulée A History of the World in 100 Objects (février 2010).
Le gorgerin a été exposé au Musée National du pays de Galles, à Cardiff, jusqu'au 5 août 2013, puis transféré à Wrexham pour y être exposé entre le 7 août et le 14 septembre 2013,.